# Liste der denkmalgeschützten Objekte in Hohenthurn
Die Liste der denkmalgeschützten Objekte in Hohenthurn enthält die 9 denkmalgeschützten, unbeweglichen Objekte der Gemeinde Hohenthurn.

## Denkmäler
| Foto |                 | Denkmal                                                                                        | Standort                                        | Beschreibung | Metadaten |
| ---- | --------------- | ---------------------------------------------------------------------------------------------- | ----------------------------------------------- | --- | --- |
| ja   | Datei hochladen | Achomitzerbrücke HERIS-ID: 65088 Objekt-ID: 77903                                              | Achomitz Standort KG: Dreulach                  | Sie spannt sich über die Feistritzbachschlucht von Achomitz zur Pfarrkirche, eine der wenigen in Kärnten noch erhaltenen, gedeckten Holzbrücken aus dem späten 19. Jahrhundert (mit Veränderungen). Sie verbindet die Gemeinden Feistritz an der Gail und Hohenthurn. | BDA-Hist.: Q38109116 Status: § 2a Stand der BDA-Liste: 2025-06-30 Name: Achomitzerbrücke GstNr.: 1664/1, 1652/2 Achomitzerbrücke                                                                    |
| ja   | Datei hochladen | Siedlung und Hügelgräber Derter Platte HERIS-ID: 44759 Objekt-ID: 45609                        | Auf der Dert Standort KG: Dreulach              | Hallstattzeitliche Siedlung mit Hügelgräberfeld und römischem Wehrbau auf der Dert. | BDA-Hist.: Q38010741 Status: Bescheid Stand der BDA-Liste: 2025-06-30 Name: Siedlung und Hügelgräber Derter Platte GstNr.: 93/43, 93/44, 142/2, 1626/2, 1725 Siedlung und Hügelgräber Derter Platte |
| ja   | Datei hochladen | Bildstock HERIS-ID: 65070 Objekt-ID: 77881                                                     | bei Dreulach 13 Standort KG: Dreulach           | Spätgotischer Nischenbildstock im Ortskern mit barocken Wandmalereien bezeichnet 1774. Im Süden Heilige Dreifaltigkeit mit Heiligen Josef und Antonius von Padua. Außerhalb der Nische Heilige Laurentius und Stephanus. Im Osten Maria mit Kind in Art eines Gnadenbildes mit Heiligen Bischof und Johannes Nepomuk. Außen rechts heiliger Ulrich, linke Seite zerstört. Im Norden Kreuzigung mit Maria und Johannes, Heilige Apollonia und Agatha. Außen heiliger Florian und männlicher Heiliger. Im Westen Mitte zerstört; rechts und links zwei weibliche Heilige. Restauriert 1984. | BDA-Hist.: Q38109041 Status: § 2a Stand der BDA-Liste: 2025-06-30 Name: Bildstock GstNr.: 1619/1 Bildstock in Dreulach                                                                              |
| ja   | Datei hochladen | Pfarrhof HERIS-ID: 53862 Objekt-ID: 61926                                                      | Göriach 1 Standort KG: Dreulach                 | Zweigeschoßiger barocker Bau, vier zu drei Achsen unter Walmdach; an der Ost-Fassade Wandbild Guter Hirte, bezeichnet 177-. Im ersten Stock geschnitzte barocke Trambalkendecke. | BDA-Hist.: Q38058694 Status: § 2a Stand der BDA-Liste: 2025-06-30 Name: Pfarrhof GstNr.: 648/2 Pfarrhof Göriach, Hohenthurn                                                                         |
| ja   | Datei hochladen | Kath. Pfarrkirche Mariae Namen, Friedhof und Friedhofskapelle HERIS-ID: 53863 Objekt-ID: 61927 | bei Göriach 4 Standort KG: Dreulach             | Erhöht am Nordrand des Ortes, 1312 oder 1316 durch Abt Gunther von Arnoldstein gestiftet; 1371, 1455 und 1465 urkundlich erwähnt; 1478 von den Türken zerstört und 1489 oder 1507 neu geweiht. Die heutige Kirche ist ein stattlicher Bau der Zeit von 1489 bis 1516. 1991/93 Restaurierung der Turmfassade. 1996 Restaurierung der Fassaden des Langhauses, dreifarbige Polychromie des 16. Jahrhunderts erneuert, Sicherung des Christophorusfreskos an der Nord-Wand. | BDA-Hist.: Q38058704 Status: § 2a Stand der BDA-Liste: 2025-06-30 Name: Kath. Pfarrkirche Mariae Namen, Friedhof und Friedhofskapelle GstNr.: .80, 641 Pfarrkirche Göriach                          |
| ja   | Datei hochladen | Befestigung Zagrad bei Draschitz HERIS-ID: 60153 Objekt-ID: 72096                              | Draschitz Standort KG: Hohenthurn               | Ein Plateau mit Steilhängen ist durch eine Wallanlage geschützt. Mauerreste wurden als Baumaterial in Draschitz verwendet. Eine in der Anlage gefundene Tonlampe wird auf das 5. oder 6. Jahrhundert datiert. | BDA-Hist.: Q38090474 Status: Bescheid Stand der BDA-Liste: 2025-06-30 Name: Befestigung Zagrad bei Draschitz GstNr.: 128/108, 128/105 Befestigung Zagrad bei Draschitz                              |
| ja   | Datei hochladen | Kath. Filialkirche hl. Cyriacus und Friedhof HERIS-ID: 53887 Objekt-ID: 61967                  | gegenüber Hohenthurn 34 Standort KG: Hohenthurn | Urkundlich 1261 erwähnt, gotische Kirche mit ungegliedertm, wuchtigem Turm an der Süd-Seite (kein Wehrturm!). Äußeres. Rundbogige, abgefaste spätgotische Schallfenster mit Mauerschlitzen; modernes gedrücktes Pyramidendach. Offne Pfeilervorhalle. Am Langhaus Rund- und Korbbogenfenster und derbe Verstrebungen. Am Chor lisenenartige Strebepfeiler und drei Spitzbogenfenster; das mittlere mit ursprünglichem Maßwerk, Unterteilung durch gewundenen Stab mit Kopfrelief. Nördlicher Sakristeianbau. Profiliertes spätgotisches West-Portal, spitzbogig.                          | BDA-Hist.: Q38058860 Status: § 2a Stand der BDA-Liste: 2025-06-30 Name: Kath. Filialkirche hl. Cyriacus und Friedhof GstNr.: .82, 1004/2 Filialkirche hl. Cyriacus, Hohenthurn                      |
| ja   | Datei hochladen | Gailitzbrücke HERIS-ID: 65073 Objekt-ID: 77888                                                 | Stossau Standort KG: Hohenthurn                 | Die Brücke über die Gailitz wurde 1855–1863 vom Villacher Mauermeister Johann Picco und seinem Sohn Andreas Carl nach Plänen von Josef Bouffleur erbaut. Dieses beeindruckende Beispiel traditioneller Brückenbaukunst des 19. Jahrhunderts wurde 1995 saniert. Die Brücke verbindet die Gemeinden Arnoldstein und Hohenthurn. | BDA-Hist.: Q38109061 Status: § 2a Stand der BDA-Liste: 2025-06-30 Name: Gailitzbrücke GstNr.: 1608/2, 1582/5                                                                                        |
| ja   | Datei hochladen | Ehem. Gewerkenhaus Wrolch HERIS-ID: 63508 Objekt-ID: 76177                                     | Stossau 2 Standort KG: Hohenthurn               | Das Haus Wrolch ist ein zweigeschoßiges gemauertes Gebäude. Das ursprünglich bäuerliche Objekt wurde Anfang des 19. Jahrhunderts vom Bleifabrikanten Sebastian Mayr zu einem Gewerkensitz im Stil eines spätbarock-klassizistischen Herrenhauses mit Pfeilerarkaden an der Nordseite umgebaut. | BDA-Hist.: Q38103568 Status: Bescheid Stand der BDA-Liste: 2025-06-30 Name: Ehem. Gewerkenhaus Wrolch GstNr.: 1503/6                                                                                |